# Anneckeida latifrons
Anneckeida latifrons är en stekelart som beskrevs av Boucek 1978. Anneckeida latifrons ingår i släktet Anneckeida och familjen gallglanssteklar. Inga underarter finns listade i Catalogue of Life.